# Euryprosthius latifrons
Euryprosthius latifrons är en insektsart som beskrevs av Karsch 1890. Euryprosthius latifrons ingår i släktet Euryprosthius och familjen Flatidae. Inga underarter finns listade i Catalogue of Life.